# Mundaris

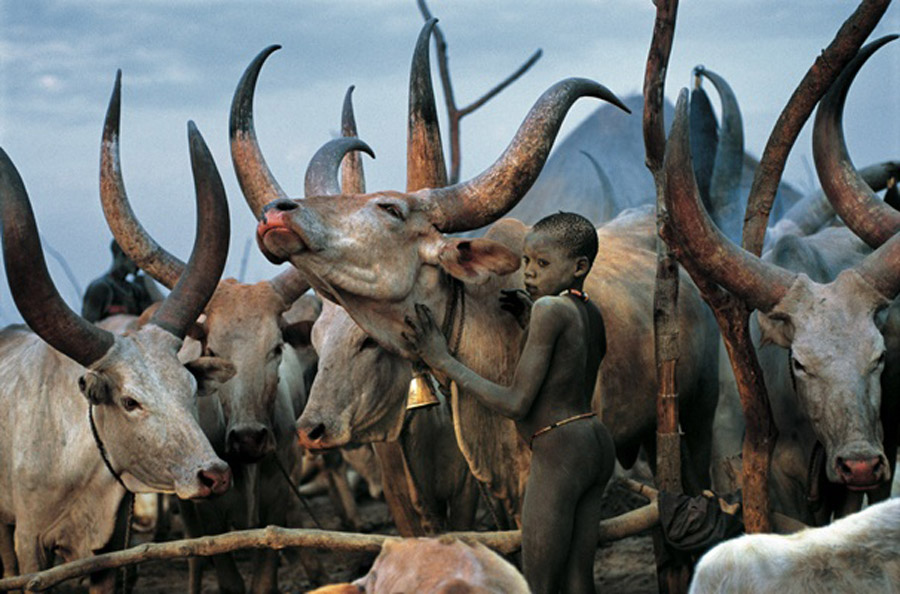
Rapaz mundari junto a uma vaca

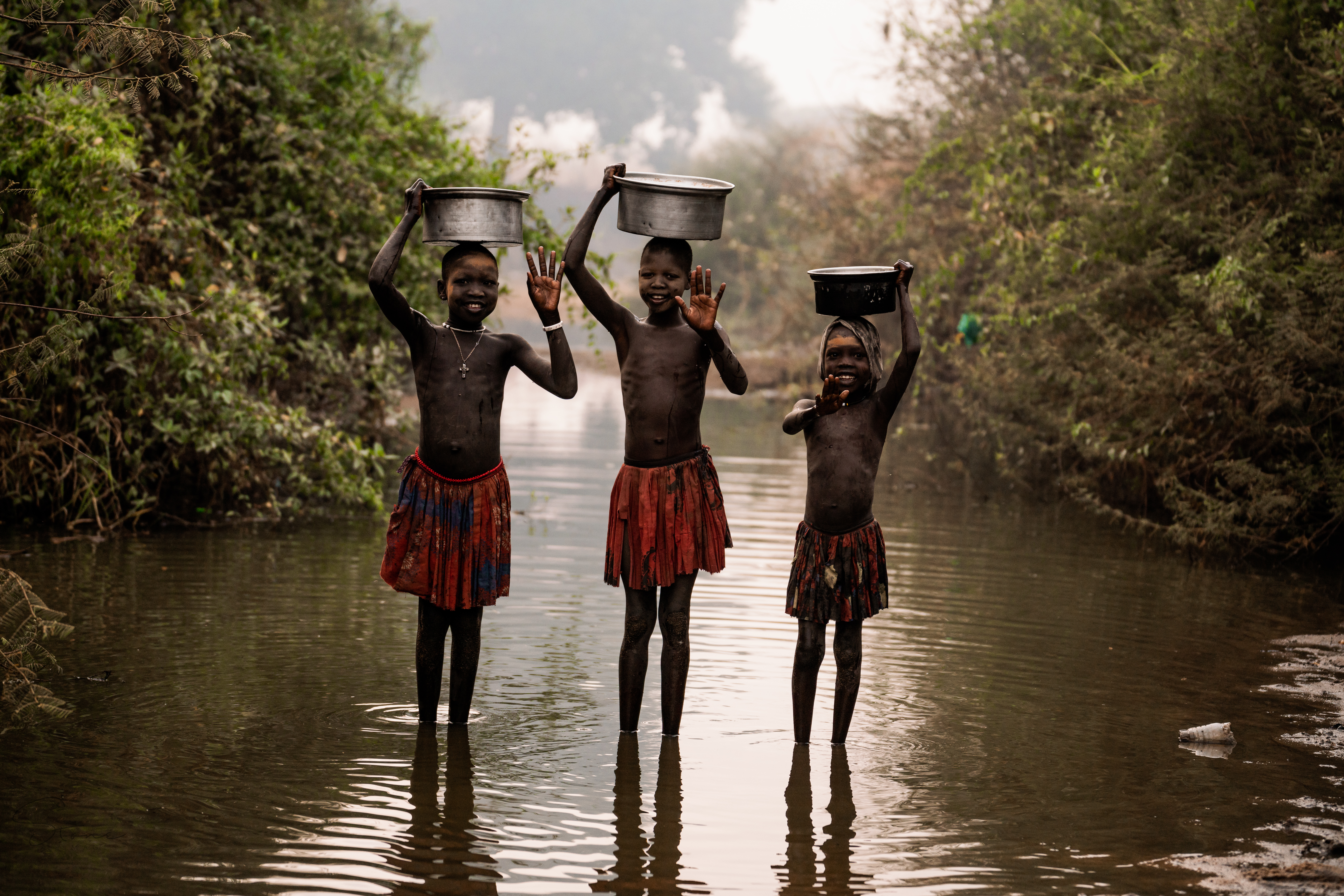
Meninas mundari recolhem água

O povo Mundari ou Mundaris são um pequeno grupo étnico do Sudão do Sul.  Integram o povo Karo, um dos povos nilotas. Terão entre 70000 e 100000 membros.
O grupo dedica-se à pecuária de gado bovino e à pequena agricultura. A sua língua é o mandari, ou "Kutuk na Mundari". A vaca tem na sua cultura um papel central na cosmovisão, chegando a ter papel religioso, já que são consideradas como mediums para chegar ao seu deus criador, Ngun.
As terras tradicionais dos Mundari situam-se a cerca de 75 km a norte de Juba, capital do Sudão do Sul, centrando-se em Terekeka no estado da Equatória Central. A norte as terras são dos Bor, Dinka e Pariak, e a sul dos Bari. A leste situa-se o Nilo Branco e a oeste Laka Ma'di na Equatória Ocidental, tendo cerca de 100 por 75 km.
A terra, como grande parte do Sudão do Sul, é plana com ocasionais colinas grandes, isoladas. É propícia a cheias fluviais na época das chuvas. O solo é argiloso, mas bom para a erva dada ao gado.

## Cultura
Os Mundaris, como outras tribos nilóticas, vivem em função do gado, que é a sua moeda e indicador de estatuto social. Praticam poligamia e têm conflitos com os Dinka de Bor na época seca.
Os homens Mundari lavam o cabelo com urina de vaca, ficando com cor amarelada-alaranjada.
Cultivam sorgo e apanham peixe nos rios com lanças e redes.
Os rapazes adolescentes praticam escarificação como rito de passagem para a idade adulta. 

## Galeria

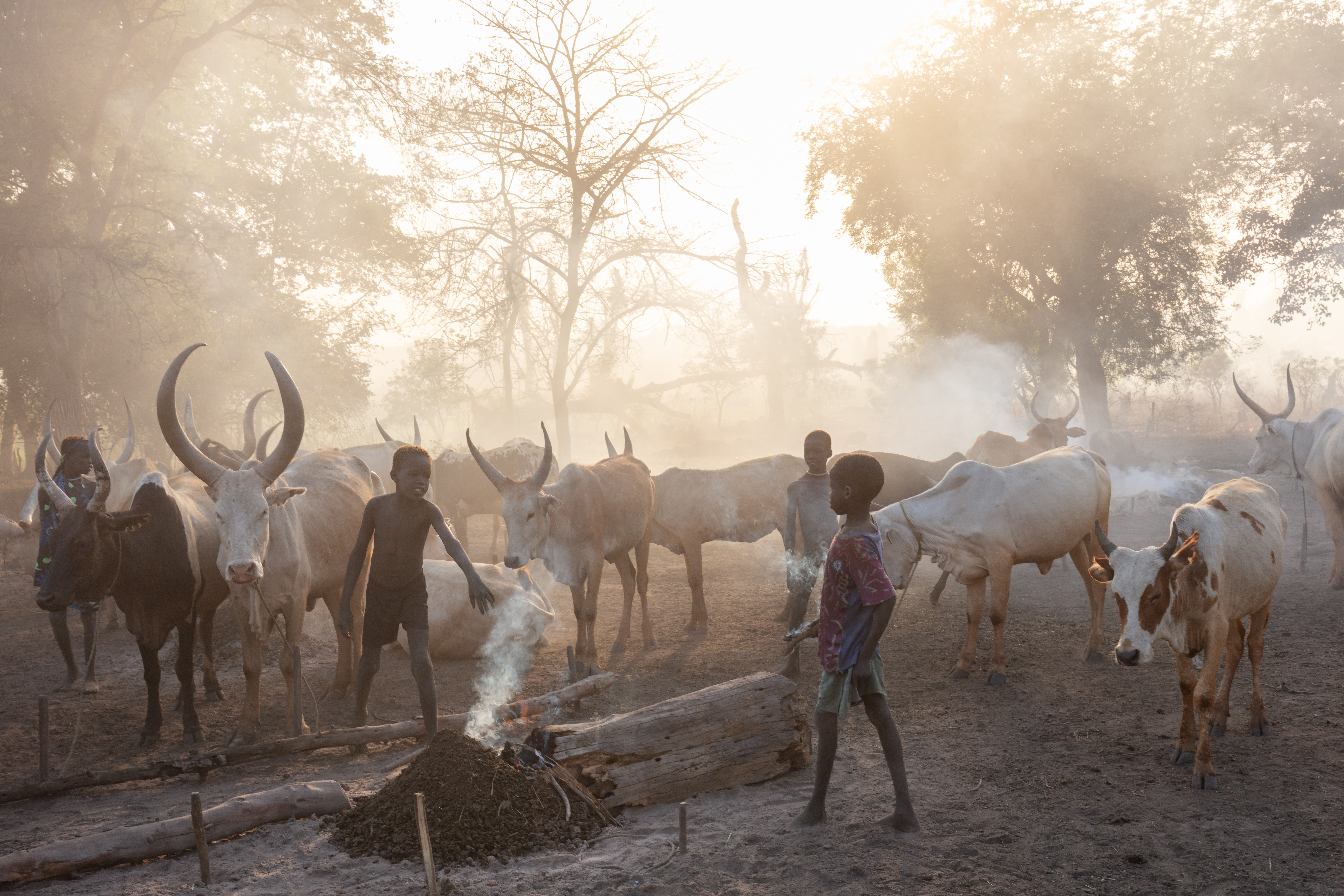
Crianças Mundari
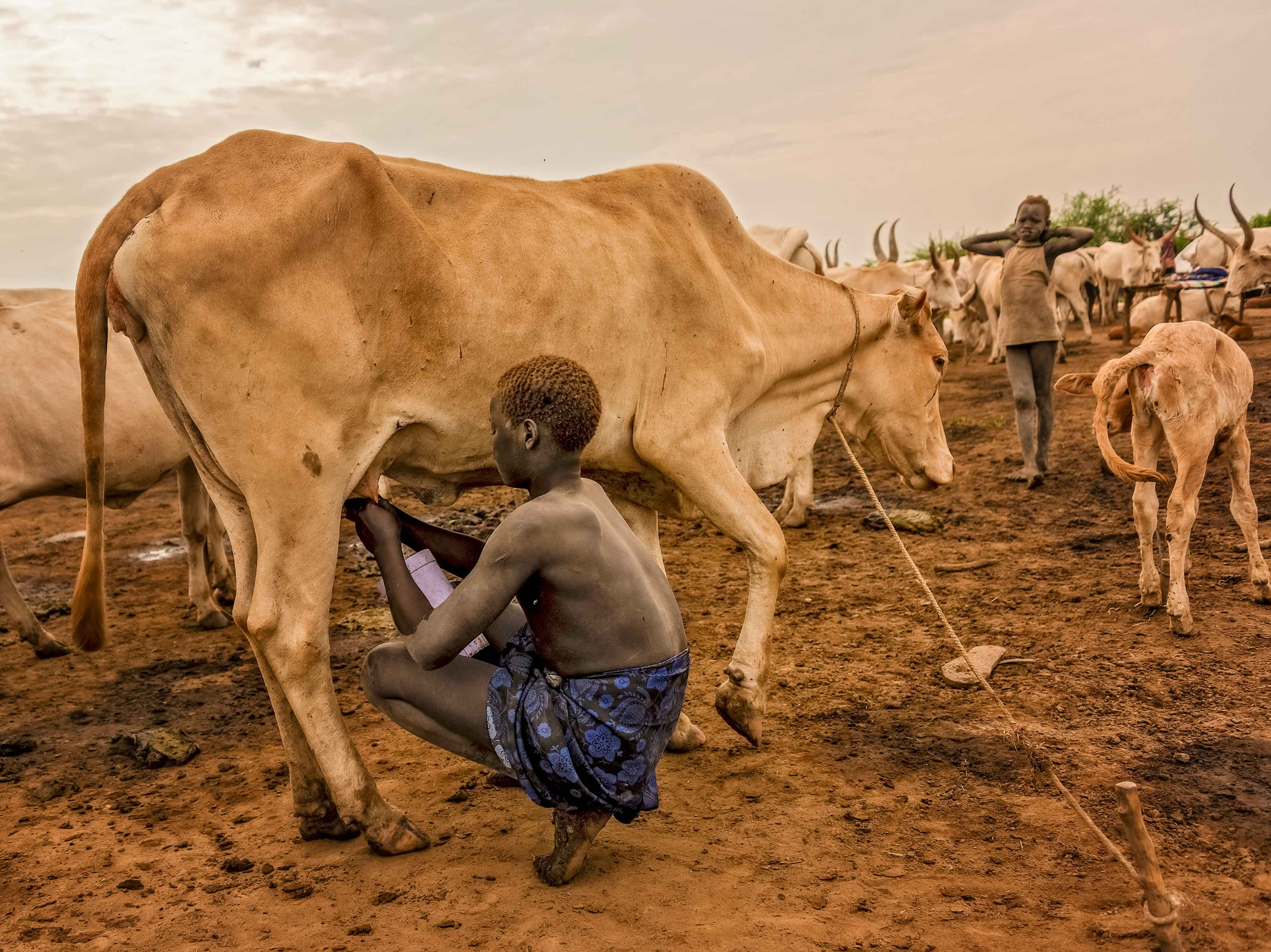
Rapaz Mundari na ordenha
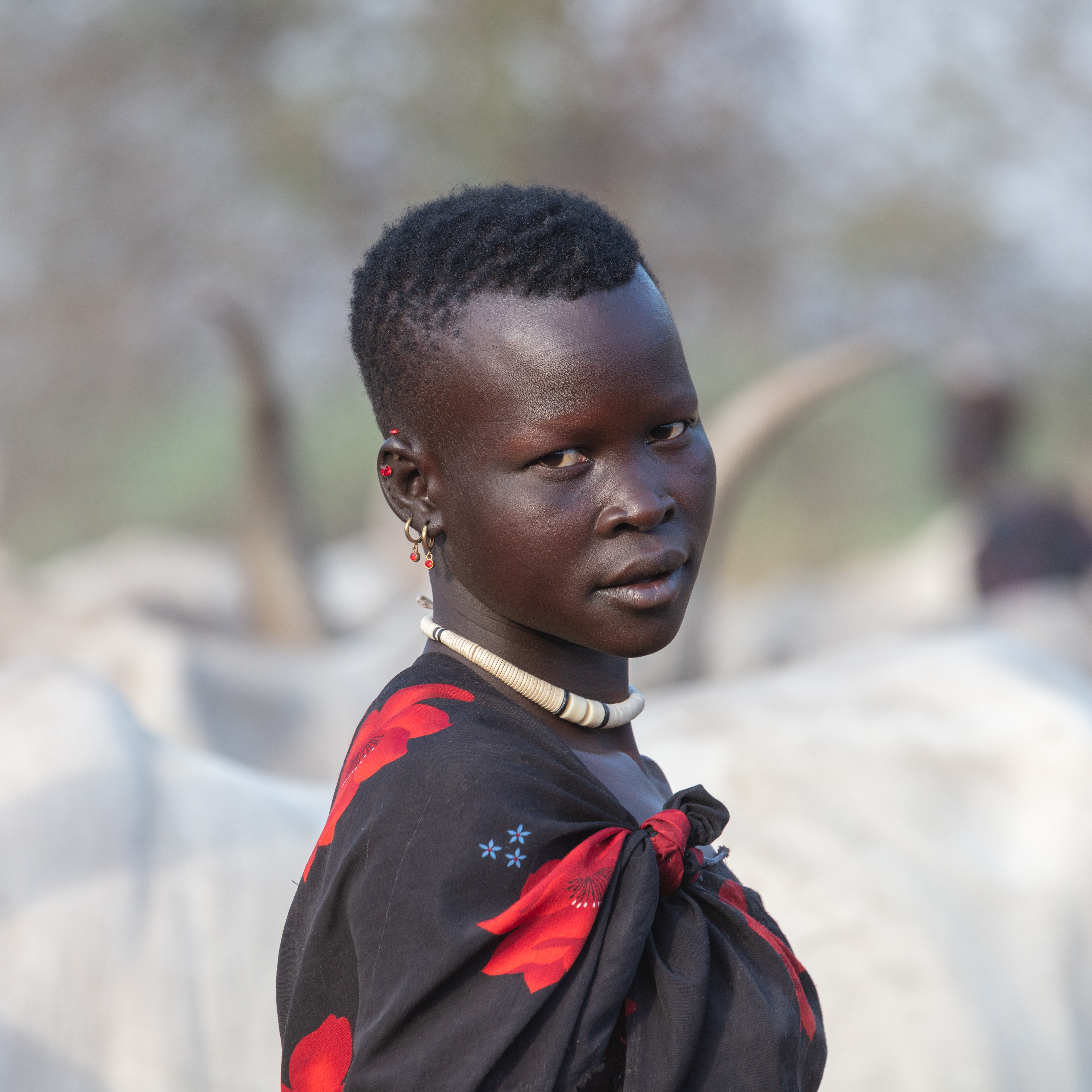
Mulher Mundari
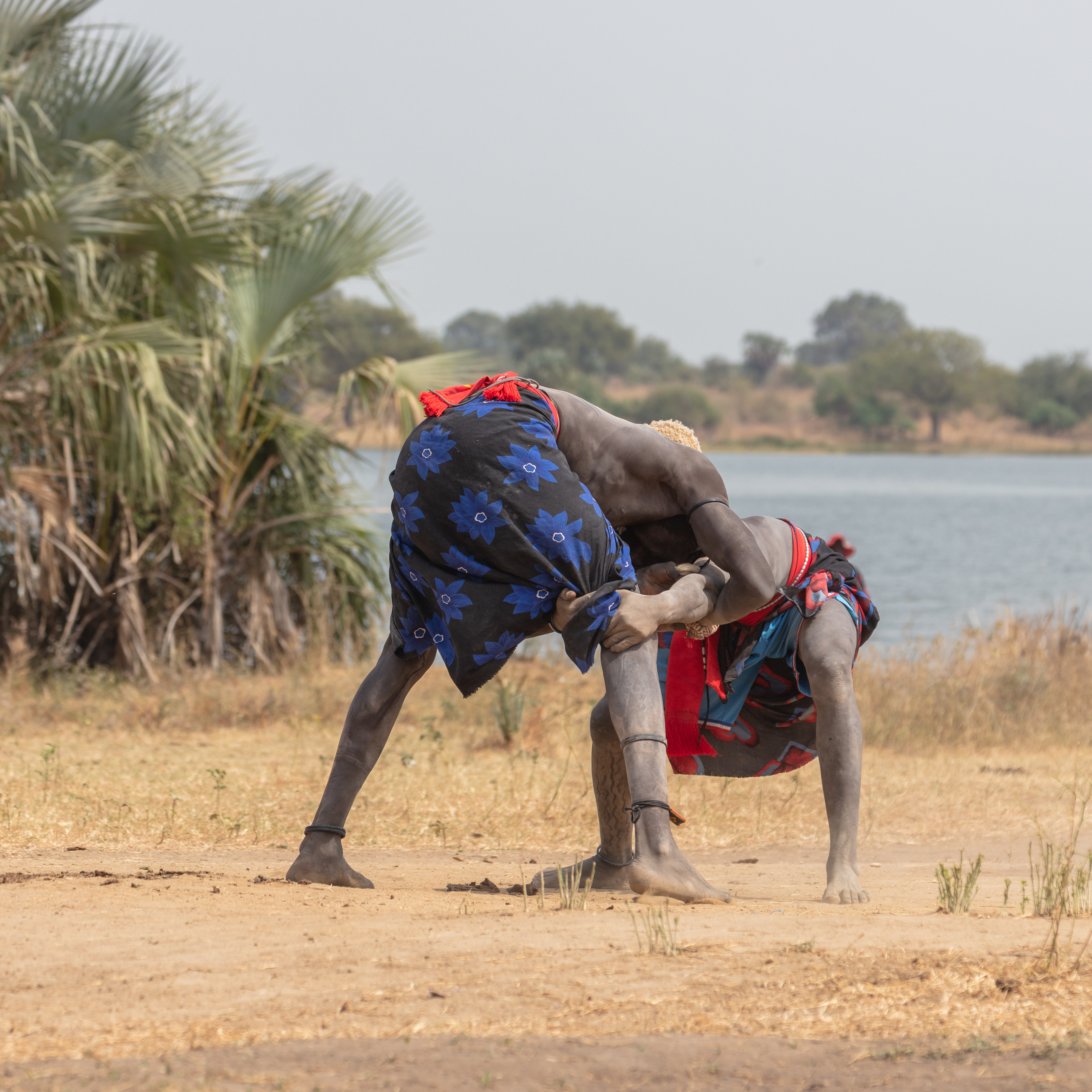
Homens Mundari em luta cerimonial
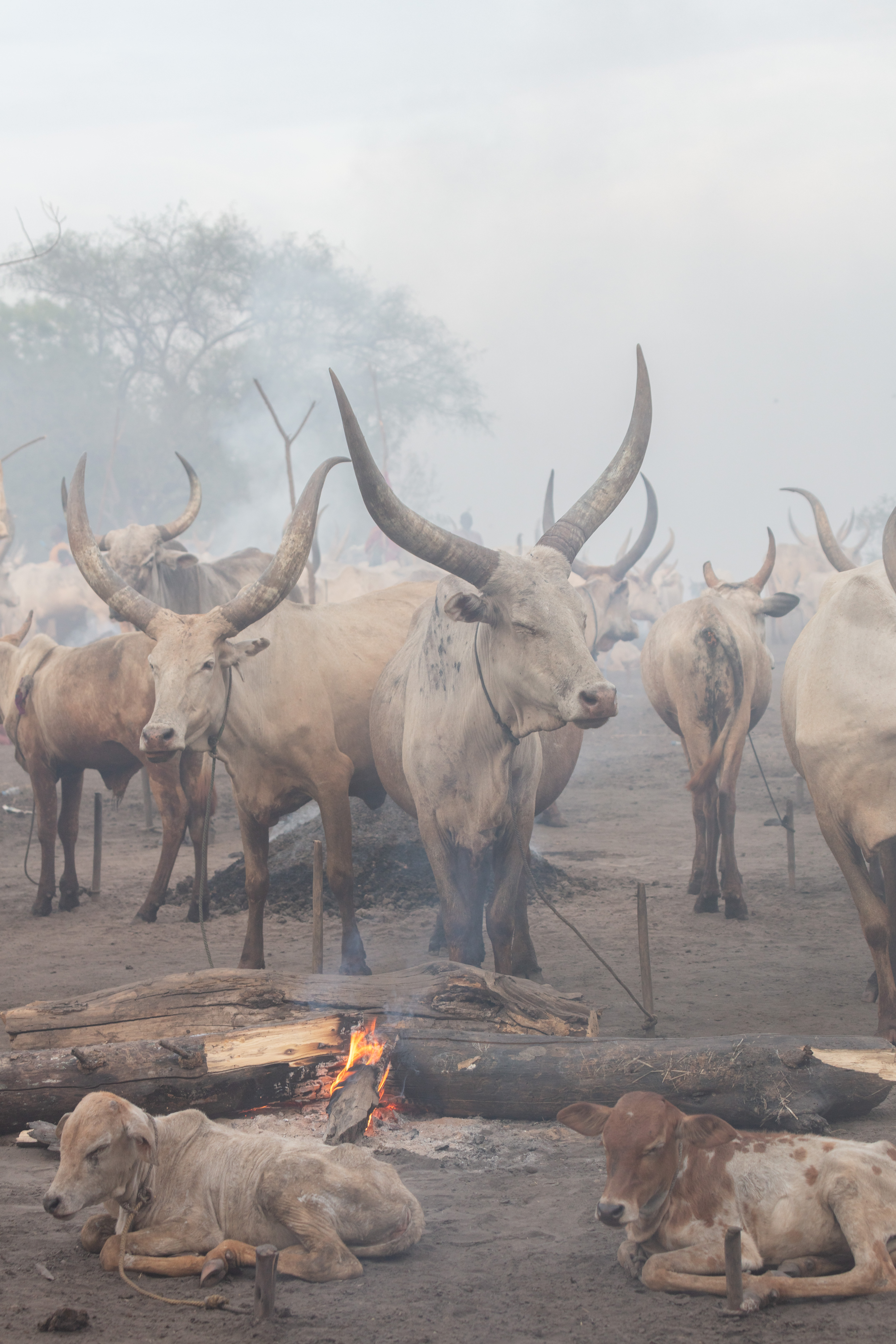
Gado Mundari
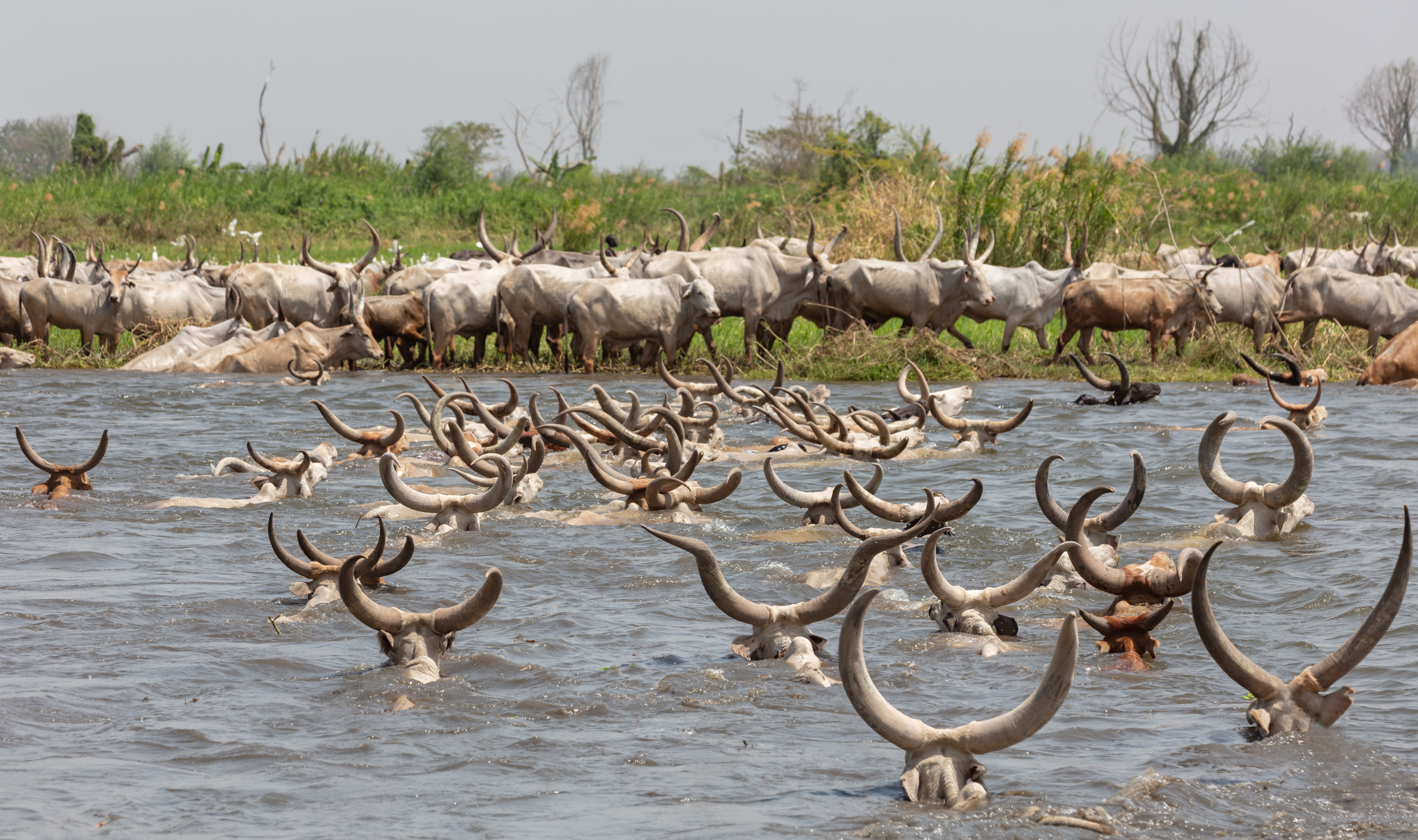
Gado Mundari atravessando o Nilo Branco